# Muschwitz
Muschwitz ist ein Ortsteil der Stadt Lützen im Burgenlandkreis in Sachsen-Anhalt.

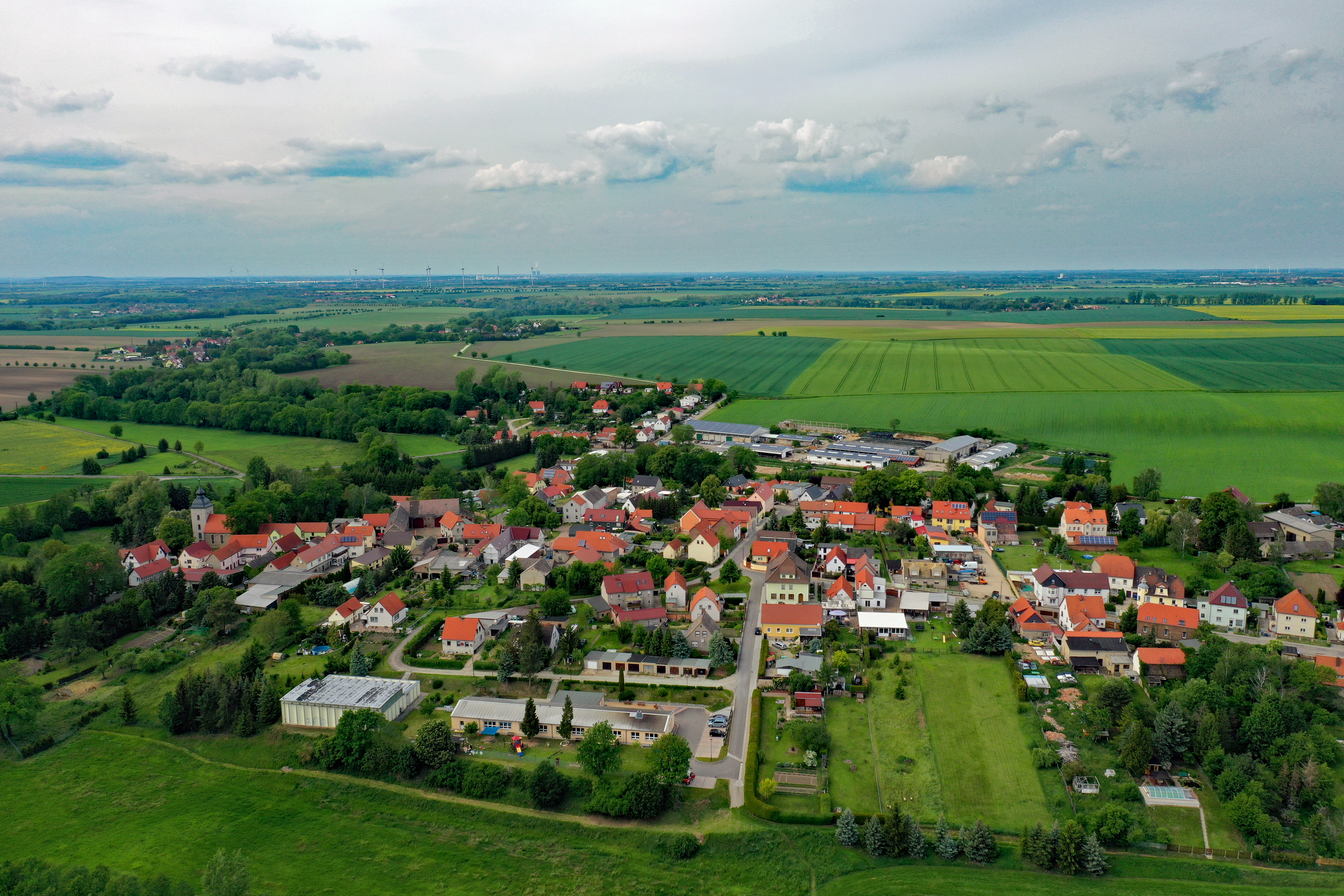
Luftbild

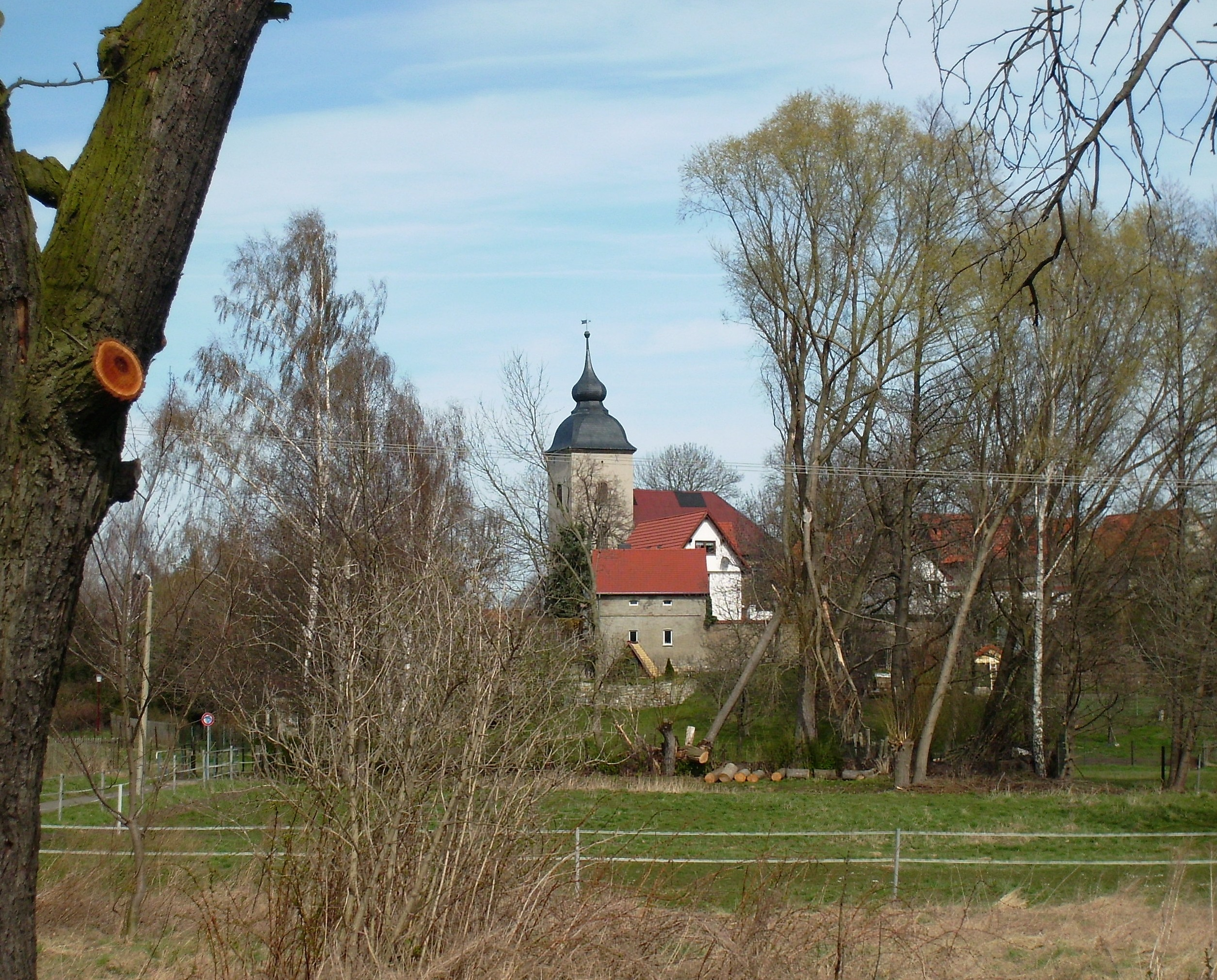
Muschwitz von Süden

## Geografie
Muschwitz liegt zwischen Leipzig und Gera.
Als Ortsteile der ehemaligen Gemeinde waren ausgewiesen:
- Muschwitz
- Söhesten (am 1. Juli 1950 nach Muschwitz eingemeindet)
- Tornau (am 1. Juli 1950 nach Muschwitz eingemeindet)
- Wuschlaub
- Göthewitz (am 1. Juli 1950 nach Muschwitz eingemeindet)
- Kreischau (am 1. Juli 1950 nach Muschwitz eingemeindet)
- Pobles (am 1. Juli 1950 nach Muschwitz eingemeindet)

## Geschichte
Muschwitz und seine heutigen sechs Ortsteile gehörten bis 1815 zum Kurfürstentum Sachsen bzw. zum Königreich Sachsen. Muschwitz, Pobles, Söhesten und Tornau unterstanden dem hochstift-merseburgischen Amt Lützen, das seit 1561 unter kursächsischer Hoheit stand und zwischen 1656/57 und 1738 zum Sekundogenitur-Fürstentum Sachsen-Merseburg gehörte. Göthewitz, Kreischau und Wuschlaub lagen am Nordostrand des kursächsischen Amts Weißenfels (Kreischau: Burgwerbener Gerichtsstuhl, Göthewitz und Wuschlaub: Mölsener Gerichtsstuhl), das zwischen 1656/57 und 1746 zum Sekundogenitur-Fürstentum Sachsen-Weißenfels gehörte.
Durch die Beschlüsse des Wiener Kongresses kamen die sieben Orte mit dem Westteil des Amts Lützen und dem Amt Weißenfels im Jahr 1815 zu Preußen. Sie wurden 1816 dem Regierungsbezirk Merseburg der Provinz Sachsen zugeteilt. Während Muschwitz, Pobles, Söhesten und Tornau dem Kreis Merseburg zugeteilt wurden, kamen Göthewitz, Kreischau und Wuschlaub zum Kreis Weißenfels.
Bei der ersten Kreisreform in der DDR wurden Muschwitz, Pobles, Söhesten und Tornau am 1. Juli 1950 in den Kreis Weißenfels umgegliedert. Göthewitz und Kreischau wurden ebenfalls in die Gemeinde Muschwitz eingegliedert. Mit der zweiten Kreisreform am 25. Juli 1952 kam Muschwitz zum Kreis Hohenmölsen im Bezirk Halle, der 1994 im Landkreis Weißenfels und dieser wiederum im Jahr 2007 im Burgenlandkreis aufging.
Am 1. Januar 2010 schlossen sich die bis dahin selbstständigen Gemeinden Muschwitz, Großgörschen, Poserna, Rippach und Starsiedel mit der Stadt Lützen zur neuen Stadt Lützen zusammen.

## Gedenkstätte
An der Straße neben der Schule befindet sich ein Gedenkstein zur Erinnerung an den KPD-Vorsitzenden Ernst Thälmann, der 1944 im KZ Buchenwald ermordet wurde.
An der Wendeschleife vor dem Feuerwehrhaus im Ortsteil Tornau steht ein Denkmal zum Gedenken an die im Ersten Weltkrieg gefallenen Soldaten aus Muschwitz.

## Wirtschaft und Infrastruktur

### Verkehr
- Nördlich von Muschwitz verläuft die Bundesstraße 87, die von Weißenfels nach Leipzig führt, sowie die Bundesautobahn 38.
- Westlich von Muschwitz verläuft die Bundesautobahn 9.

## Sehenswürdigkeiten

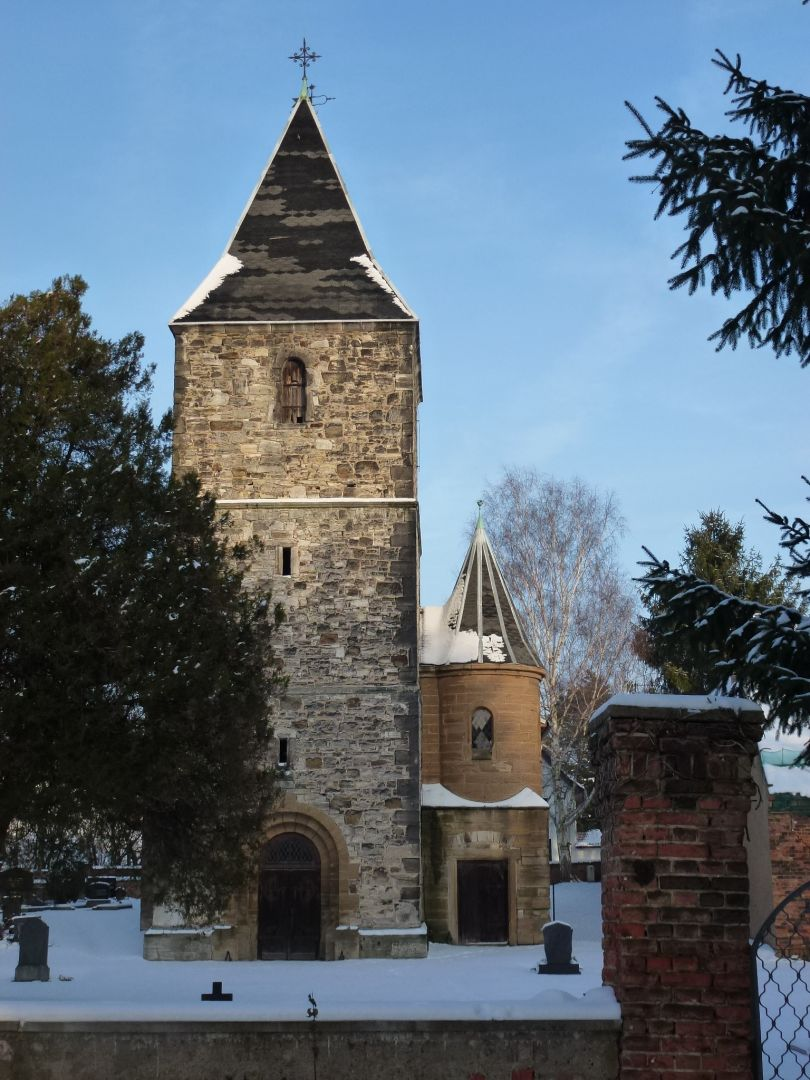
Kirche in Göthewitz
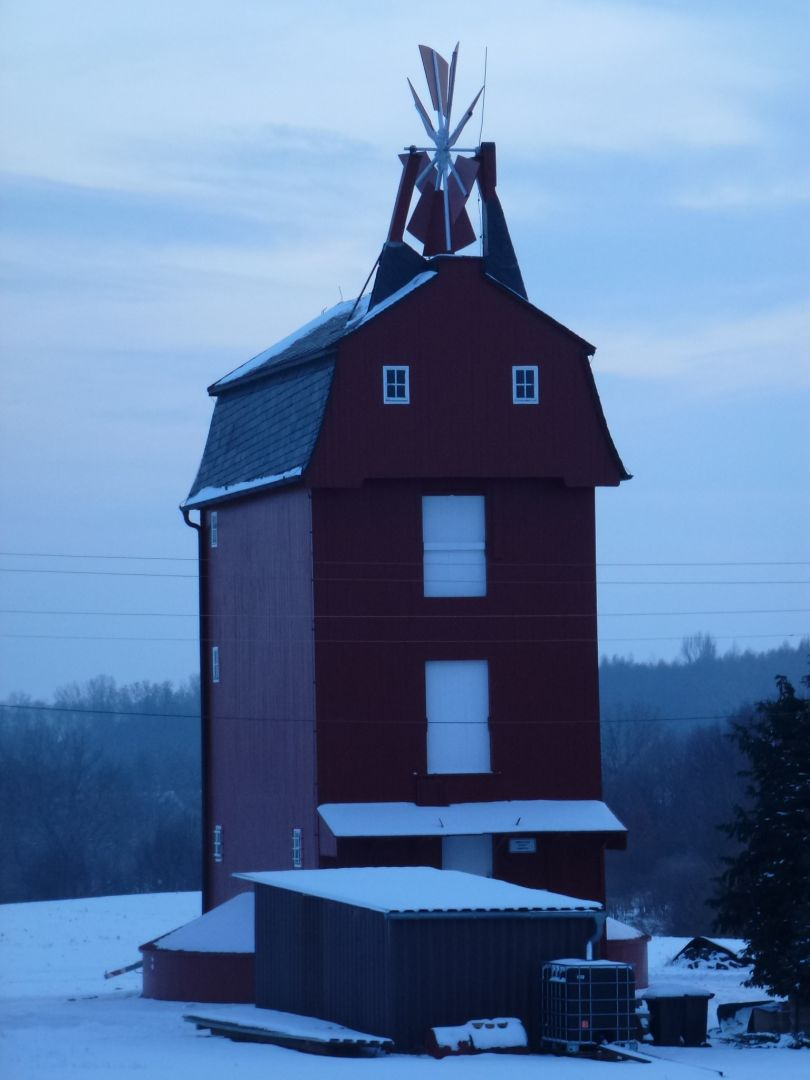
Windmühle in Söhesten
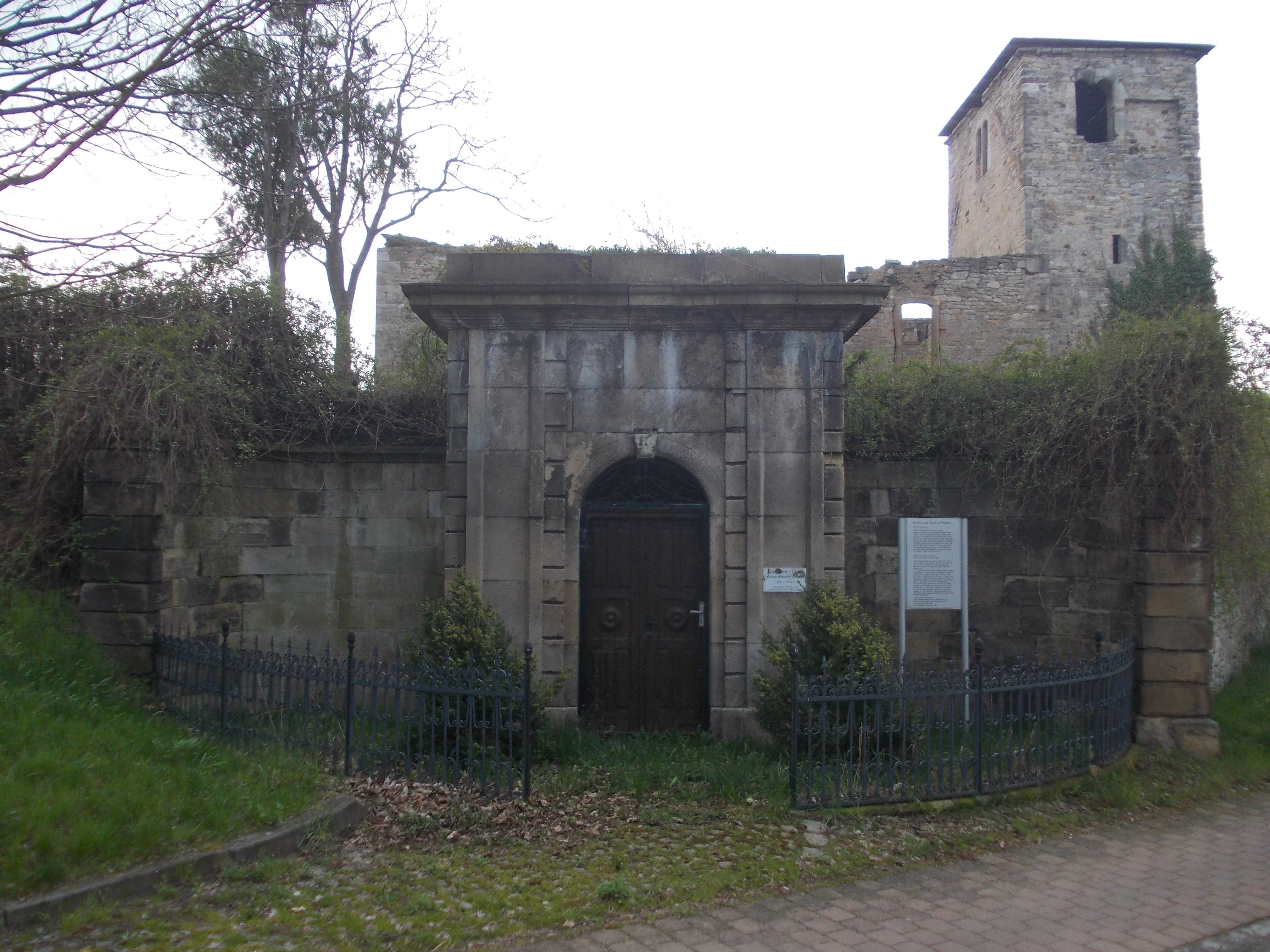
Ruine der Kirche St. Gangolf und Kleefeld-Gruft in Pobles
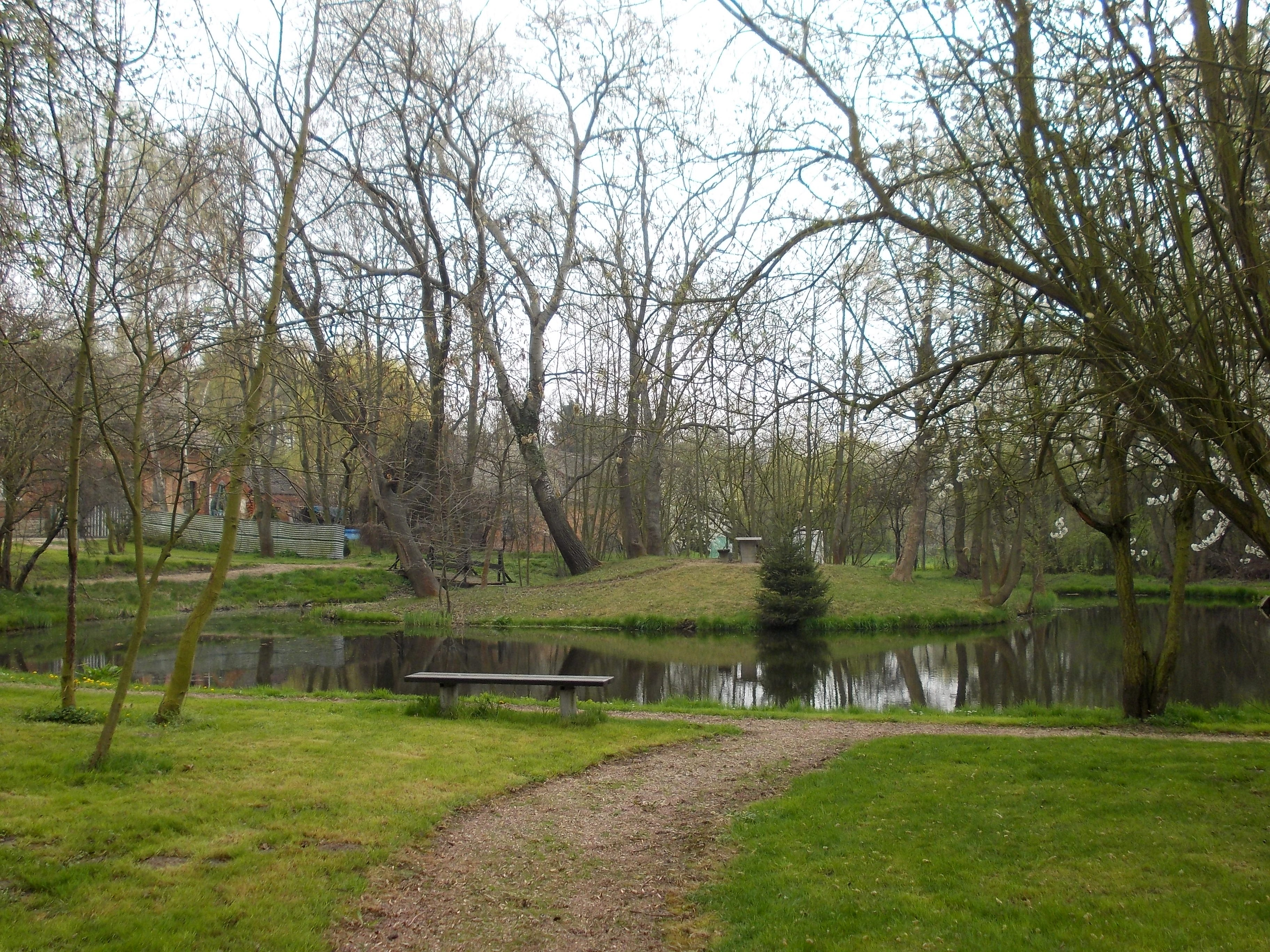
Wallteich mit Insel in Pobles
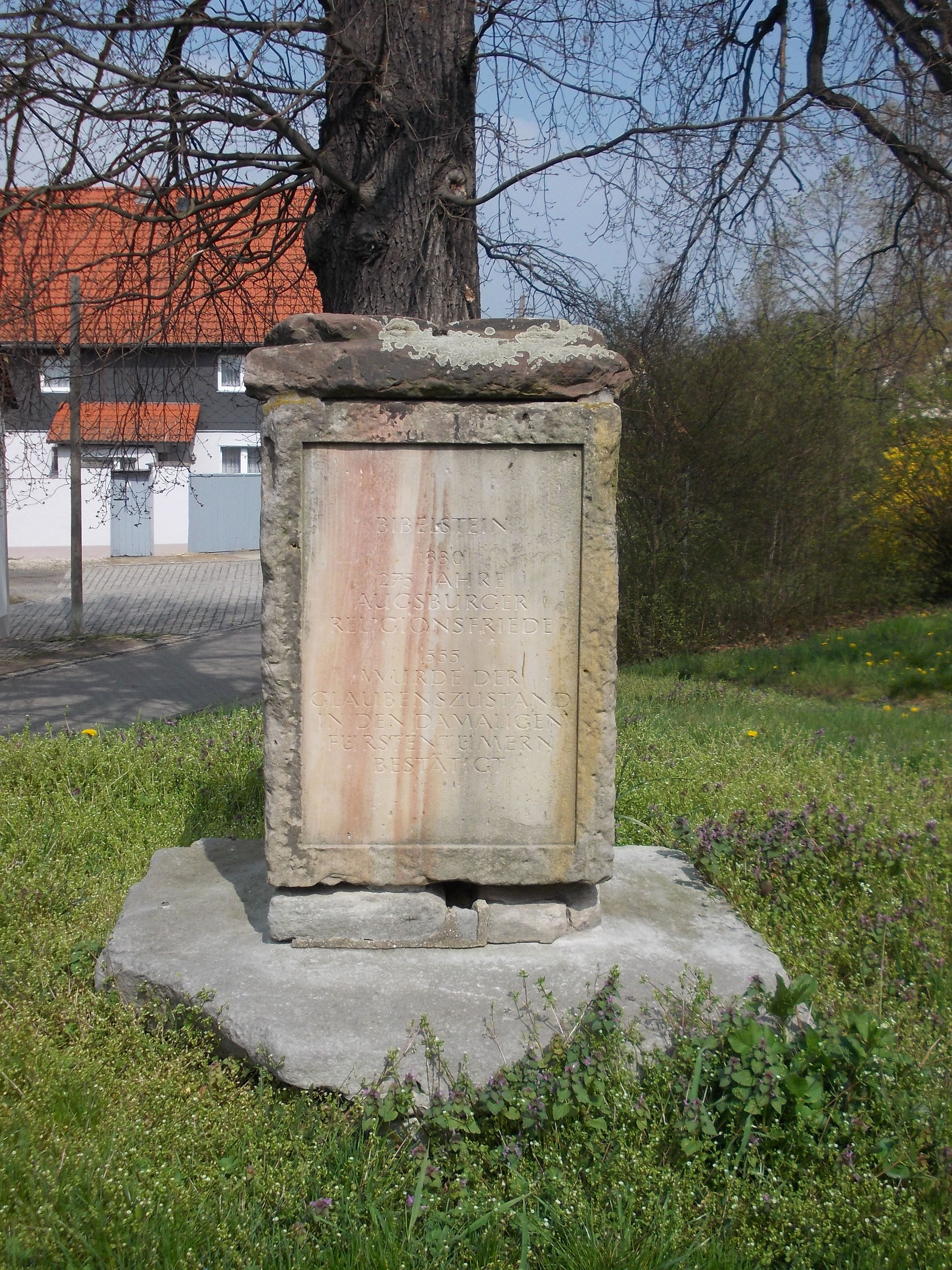
Bibelstein in Pobles
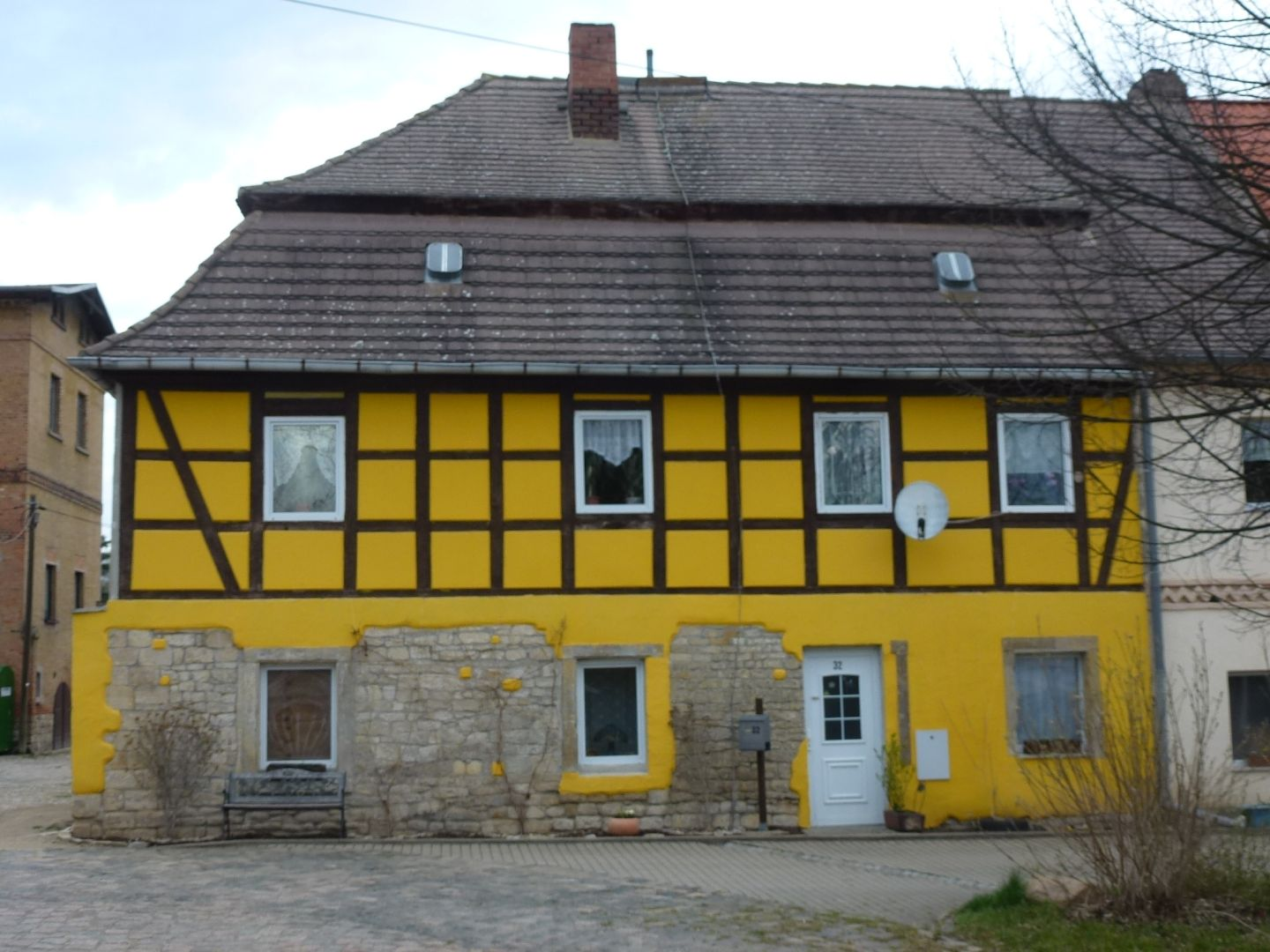
Fachwerk in Kreischau

- Die barocke Kirche in Muschwitz wurde unter Verwendung von Resten der spätgotischen Vorgängerin 1755 erbaut. Eine der Glocken stammt aus dem Jahr 1518. Das Dach wurde 2009 renoviert, der Turm danach.
- Die Kirche in Göthewitz besitzt einen spätgotischen Turm, das Schiff wurde um 1900 erbaut.
- Paltrock-Windmühle in Söhesten
- Ruine der Kirche St. Gangolf (1768 geweiht) und Kleefeld-Gruft in Pobles, Grabstätte des Agrarreformers Johann Christian Schubart alias Edler von dem Kleefelde
- Wallteich mit Insel in Pobles, Ort einer frühmittelalterlichen Burg
- Bibelstein in Pobles zur Erinnerung an den Augsburger Religionsfrieden
- Fachwerkbauten

## Söhne und Töchter
- Franziska Nietzsche (* 1826 in Pobles, † 1897), Mutter von Friedrich Nietzsche, der nach dem frühen Tod seines Vaters oft bei ihrem Vater, Pfarrer David Ernst Oehler, und dessen Frau war[8]
- Alwin Körsten (* 1856 in Söhesten, † 1924), Gewerkschafter und Politiker (SPD)
- Walter Biering (* 1898 in Söhesten, † 1964), Politiker (KPD/SED).